# Presente ZeroNoveTour
ZeroNoveTour è l'ottavo video-concerto di Renato Zero, pubblicato l'11 maggio 2010.
Il video è stato registrato durante due tappe dello ZeroNoveTour, la tournée svoltasi da ottobre a dicembre 2009. Il DVD diventò subito disco di platino per le 80 000 copie prenotate prima dell'uscita.

## Il disco
Il disco ripropone interamente uno dei concerti dello ZeroNoveTour, precisamente quello che si è tenuto nelle due tappe milanesi al Mediolanum Forum. La scaletta presentava quasi tutti i brani contenuti nel precedente album Presente, insieme ad altri testi del passato e ad un inedito: Unici, estratto come singolo il 24 maggio 2010.
Il DVD è stato pubblicato in due versioni:
- DVD + CD: confezione extra contenente il DVD della registrazione di un concerto dell'ultimo tour dell'artista (Zeronove tour), più un CD (Presente). Il DVD contiene il brano inedito "Unici" e, inoltre, dei contenuti extra (un'intervista a Renato Zero su tour e album). La confezione è arricchita da un booklet con foto inedite dell'artista.
- DVD SINGOLO: confezione standard contenente il solo DVD.

## Tracce
| #  | Brano                                | Album                        | Anno |
| -- | ------------------------------------ | ---------------------------- | ---- |
| 1  | Vivo                                 | Zerofobia                    | 1977 |
| 2  | Ancora qui                           | Presente                     | 2009 |
| 3  | Questi amori                         | Presente                     | 2009 |
| 4  | Emergenza noia                       | Amore dopo amore             | 1998 |
| 5  | Mentre aspetto che ritorni           | Il dono                      | 2005 |
| 6  | Qualcuno mi renda l'anima            | Invenzioni                   | 1974 |
| 7  | L'incontro                           | Presente                     | 2009 |
| 8  | Inventi                              | Invenzioni                   | 1974 |
| 9  | Potrebbe essere Dio                  | Tregua                       | 1980 |
| 10 | Non smetterei più feat. Mario Biondi | Presente                     | 2009 |
| 11 | Salvami                              | Trapezio                     | 1976 |
| 12 | L'ormonauta                          | Presente                     | 2009 |
| 13 | Almeno una parola                    | Presente                     | 2009 |
| 14 | Ambulante                            | Presente                     | 2009 |
| 15 | Quando parlerò di te                 | Presente                     | 2009 |
| 16 | Morire qui                           | Zerofobia                    | 1977 |
| 17 | Un'altra gioventù                    | Presente                     | 2009 |
| 18 | 113                                  | Invenzioni                   | 1974 |
| 19 | Figaro                               | Amore dopo amore             | 1998 |
| 20 | Muoviti                              | Presente                     | 2009 |
| 21 | Professore                           | Presente                     | 2009 |
| 22 | Felici e perdenti                    | L'imperfetto                 | 1994 |
| 23 | Il sole che non vedi                 | Presente                     | 2009 |
| 24 | Buon Natale                          | Tregua                       | 1980 |
| 25 | Unici                                | Presente ZeroNoveTour        | 2010 |
| 26 | I migliori anni della nostra vita    | Sulle tracce dell'imperfetto | 1995 |

Nel DVD è presente anche Mario Biondi che canta la sua This is what you are.

### Musicisti
- Danilo Madonia - tastiere
- Paolo Costa - basso
- Rosario Jermano - percussioni
- Giorgio Cocilovo, Fabrizio Bicio Leo - chitarra
- Mark Harris - pianoforte
- Lele Melotti - batteria
- Orchestra Prato Ensemble (diretta dal Maestro Renato Serio)

## Curiosità
- Prima della sua uscita ufficiale l'11 maggio 2010, i negozi di dischi avevano già prenotato 80 000 copie di Presente ZeroNoveTour, record senza precedenti in Italia per l'uscita di un DVD live[2]. Inoltre, questa grande partenza consentì a Renato Zero di partecipare per il secondo anno consecutivo ai Wind Music Awards 2010, durante i quali fu premiato proprio per il successo del DVD[3].
- Inizialmente, l'uscita del DVD era prevista per il 30 aprile 2010[4], poi, per problemi tecnici, l'uscita è stata posticipata all'11 maggio[5].